# Marechal, o la batalla de los ángeles
Marechal, o la batalla de los ángeles  es una película documental de Argentina filmada en colores dirigida por Gustavo Fontán sobre su propio guion escrito en colaboración con Claudio Pérez que se estrenó el 3 de octubre de 2002.

## Sinopsis
La vida del escritor Leopoldo Marechal a través de diversos testimonios recogidos en el Café Izmir, donde se reunían Adán Buenosayres y su barra, y que hace rato cerró sus puertas en Villa Crespo, que incluye la dramatización de algunos fragmentos de sus obras.

## Entrevistados
Fueron entrevistados en el filme, entre otros:
- Horacio González …escritor
- Claudio Pérez …escritor y coguionista
- Liberato Farías…el domador de caballos cuyo padre aparece en un poema de Marechal.
- Elsa Ardissono …Sobrina de Marechal
- María de los Ángeles Marechal…Hija de Marechal
- Malena Marechal …Hija de Marechal
- Jean Pierre Reguerraz …Actor encarnando al astrólogo judío Samuel Tesler
- Alicia Berdaxagar…Actriz encarnando a la curandera Retituta

## Comentarios
Horacio Bernades en Página 12 escribió:

”Si bien no carece del todo de interés, la propuesta queda a medio camino, dando la sensación de consistir más en apuntes discontinuos que en una obra cinematográfica autónoma y consistente… posiblemente el mayor hallazgo…sea haber elegido, como espacio unificador, un ámbito que la obra del autor se ocupó de convertir en mítico: el café Izmir… Marechal…no logra despegar…de la sensación de talk show cultural que le otorga el pensar en voz alta de sus anfitriones y el desfile de invitados.“

Adolfo C. Martínez en La Nación escribió:

”El film recrea sin vibración poética ni profundidad extrema algunos aspectos de la trayectoria del escritor. Y lo hace desde una óptica al mismo tiempo pretenciosa y simplista basada en diálogos que mantienen dos intelectuales -Claudio Pérez y Horacio González-...con personajes que, de una manera o de otra, tuvieron que ver con la vida personal y profesional del literato evocado…..Sin duda, el director y guionista Gustavo Fontán intentó rendir un homenaje a Marechal. Pero su propósito se vio frustrado por un relato sin matices ni emoción, a lo que se sumó un cúmulo de fallas técnicas que van desde un sonido imperfecto, pasando por una mediocre fotografía, por la quietud de una cámara lánguida y por una música que nada tiene que ver con lo que narra el documental.”.